# Paraclius flagellatus
Paraclius flagellatus är en tvåvingeart som först beskrevs av Harmston 1952.  Paraclius flagellatus ingår i släktet Paraclius och familjen styltflugor.
Artens utbredningsområde är Alabama. Inga underarter finns listade i Catalogue of Life.